# Амека (город)
Амека (исп. Ameca) — город в Мексике, в штате Халиско, входит в состав одноименного муниципалитета и является его административным центром. Численность населения, по данным переписи 2020 года, составила 37 871 человек.

## Общие сведения
Название Ameca с языка науатль можно перевести как: качающаяся вода — так аборигены называли местную реку.
Поселение было основано в 1325 году вождём Хохоукитекуани, пришедшим в эту плодородную долину с большим количеством своих людей.
В 1522 году в поселение пришёл Хуан Аньеста, он был босым, с одним мечом в руках. Жители деревни приняли его с миром, приняв его за «сына солнца», упоминаемого в преданиях. В Амеке он прожил 4 — 5 лет, затем переехал в Колиму, а в 1532 году вернулся в Амеку и стал управляющим энкомьендой.
В 1524 году регион был покорён племянником Эрнана Кортеса, конкистадором Франсиско Кортесом, который останавливался в Амеке.
В 1541 году монах Антонио Куэльяр начал евангелизацию местного населения.
В 1619 году была основана первая фабрика трапиче, занимавшаяся переработкой сахарного тростника.
В сентябре 1830 года поселение получило статус вильи, а 22 апреля 1833 года — статус города.
Он расположен в 85 км к западу от столицы штата, города Гвадалахара, на федеральной трассе 70.

## Население
| Год  | Численность | Численность |
| ---- | ----------- | ----------- |
| 2000 | 34 703      | [ 7 ]       |
| 2005 | 35 047      | [ 8 ]       |
| 2010 | 36 156      | [ 9 ]       |
| 2020 | 37 871      | [ 10 ]      |